# Junkers G 38
Pour les articles homonymes, voir G38.
Dimensions
Le Junkers G 38 est un avion commercial quadrimoteur qui vola pour la première fois en 1929. Deux prototypes seulement furent construits en Allemagne. Le premier s'écrase à l'atterrissage en 1936 à Dessau et le second fut détruit par les Alliés en mai 1941 près d'Athènes.
Dans les années 1930, Junkers vendit la licence de fabrication à Mitsubishi, qui construisit un total de six avions en configuration militaire bombardier ou transport, désignés Ki-20.

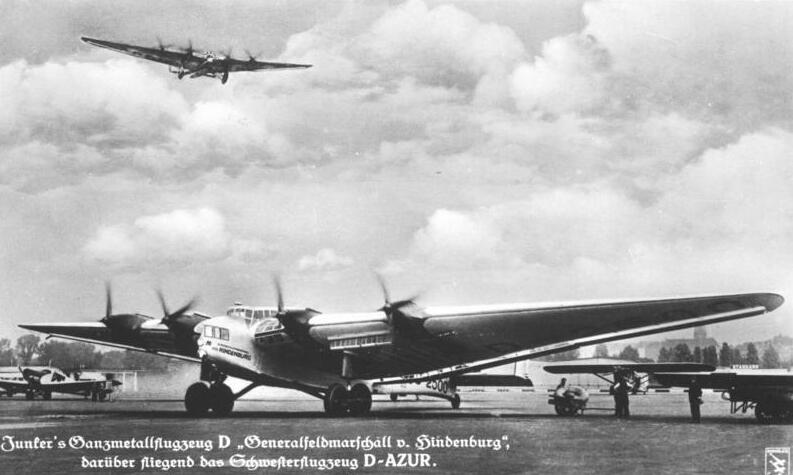

Le G 38 avait un équipage de sept personnes. Les mécaniciens de bord pouvaient réparer les moteurs en vol grâce à la conception à fuselage intégré du G 38, qui donnait accès aux quatre groupes motopropulseurs depuis l'intérieur de l'aile.

## Conception et développement
Structurellement, le G38 se conformait aux techniques standards chez Junkers, avec une aile cantilever composée de longerons multi-tubulaire couverts, comme le reste de l'avion, de duralumin ondulé. L'empennage biplan, que l'on peut retrouver sur d'autres grands avions de cette époque, devait réduire les forces de gouvernails, initialement il n'y avait que trois gouvernes sur une seule dérive centrale fixe. Le train d'atterrissage était fixe, avec les doubles roues principales en tandem qui étaient initialement enfermées dans de grandes "guêtres" profilées. L'aile avait une forme Junkers classique en "double aile", ce nom faisant référence aux volets mobiles qui couraient sur toute l'envergure de l'aile et qui servaient également d'ailerons à leurs extrémités.
L'appareil, sans être une pure aile volante avait un dessin intermédiaire entre un appareil conventionnel et une aile volante , une conception dite "blended wing" (fuselage intégré) qu'on retrouvera sur les appareils dus à l'ingénieur américain Vincent Burnelli et sur le très pataud bombardier prototype français Dyle et Baccalan 
L'aile épaisse permettait de loger dedans un certain nombre de passagers , qui bénéficiaient de la vue vers l'avant grâce à des surfaces transparentes incorporées dans les bords d'attaque, ainsi qu'un passage pour le mécanicien de bord qui avait ainsi accès aux moteurs en plein vol pour les réparations et la maintenance. L'aile contenait également une partie de la soute à bagages et de multiples réservoirs d'essence indépendants, accessibles en vol.
Un poste de navigateur était installé à l'extrême avant du fuselage (accessible également aux passagers) juste sous le poste de pilotage, avec deux coupoles transparentes (les tout premiers astrodômes). Le niveau de confort et de luxe était élevé, l'appareil était envisagé comme un concurrent direct des dirigeables zeppelin, véritables paquebots aériens.
Le premier prototype Junkers-3301 immatriculé D-2000 vola pour la première fois le 6 novembre 1929 avec quatre moteurs Diesel : deux V12 L55 et deux six cylindres en ligne L8 d'une puissance combinée de 1 971 ch. Le ministère de l'Aviation du Reich acheta le D-2000 pour des vols de démonstration. Il fut livré le 27 mars 1930. Durant des vols d'essais, le G 38 établit quatre records du monde dont celui de la vitesse, de la distance et de l'autonomie pour un avion avec une charge utile de 5 000 kg. Le 2 mai 1930 la Lufthansa mit en service commercial le D-2000 sur des lignes régulières et pour des vols affrétés.
Le 2 février 1931 l'atelier Junkers de Leipzig remotorisa le D-2000 avec deux moteurs L8 et deux L88 produisant au total 2 366 ch, ce qui augmenta la capacité de transport de 13 à 19 passagers.

## Opérateurs
- République de Weimar
  - Lufthansa
- Reich allemand
  - Luftwaffe